# Едвард Рачински
Ѐдвард Бѐрнард Рачѝнски, герб Наленч (на полски: Edward Bernard Raczyński) е полски дипломат и политик, делегат при ОН (1932 – 1934), посланик на Полша във Великобритания (1934 – 1945), член на съвета на тримата (1954 – 1972), президент на Полша в изгнание (1979 – 1986).